# إكيس (مراغة)
إكيس هي قرية في مقاطعة مراغة، إيران. عدد سكان هذه القرية هو 612 في سنة 2006.